# II. třída okresu Hradec Králové
II. třída okresu Hradec Králové (Okresní přebor II. třídy) patří společně s ostatními druhými třídami mezi osmé nejvyšší fotbalové soutěže v Česku. Je řízena Okresním fotbalovým svazem Hradec Králové. Hraje se každý rok od léta do jara se zimní přestávkou. Účastní se ji 14 týmů z okresu Hradec Králové, každý s každým hraje jednou na domácím hřišti a jednou na hřišti soupeře. Celkem se tedy hraje 26 kol. Vítězem se stává tým s nejvyšším počtem bodů v tabulce a postupuje do I.B třídy Královéhradeckého kraje - skupiny B. Celkový počet sestupujících je ovlivněn počtem sestupujících z I.B třídy Královéhradeckého kraje - skupiny B. Vždy sestupují minimálně dva poslední týmy do III. třídy okresu Hradec Králové. Do II. třídy vždy postupuje vítězný a druhý tým z III. třídy.

## Vítězové
| Ročník    | Vítězný tým                            |
| --------- | -------------------------------------- |
| 2003/2004 | TJ Sokol Dohalice                      |
| 2004/2005 | SK Čechie Hlušice                      |
| 2005/2006 | RMSK Cidlina Nový Bydžov „B“           |
| 2006/2007 | Lokomotiva Hradec Králové              |
| 2007/2008 | SK Třebechovice pod Orebem             |
| 2008/2009 | FC Slavia Hradec Králové               |
| 2009/2010 | TJ Sokol Třebeš                        |
| 2010/2011 | FK Vysoká nad Labem                    |
| 2011/2012 | TJ Sokol Třebeš                        |
| 2012/2013 | FC Spartak Kobylice                    |
| 2013/2014 | TJ Sokol Nepolisy                      |
| 2014/2015 | SK Čechie Hlušice                      |
| 2015/2016 | Olympia Hradec Králové - Kratonohy „B“ |
| 2016/2017 | TJ Slavoj Skřivany                     |
| 2017/2018 | Spartak Kosičky                        |
| 2018/2019 | TJ Sokol Třebeš „B“                    |